# Giovanni Gagino
Giovanni Gagino (Fossano, 10 gennaio 1924 – Cuneo, 21 ottobre 2014) è stato un pittore italiano.

## Biografia
Nato a Fossano, si trasferì in giovane età a Cuneo. A tredici anni copiava gli ex-voto presenti nel Santuario Madonna della Riva.  Arruolato nella Marina Militare durante la seconda guerra mondiale, dopo l'8 settembre fu fatto prigioniero e mandato in un campo di concentramento in Turingia. Tornato in Italia, si stabilì a Cuneo, dove lavorò come operaio e cominciò a dipingere da autodidatta secondo gli insegnamenti di Roberto Luciano ed Ego Bianchi. Morì novantenne a Cuneo nel 2014.

## Produzione pittorica

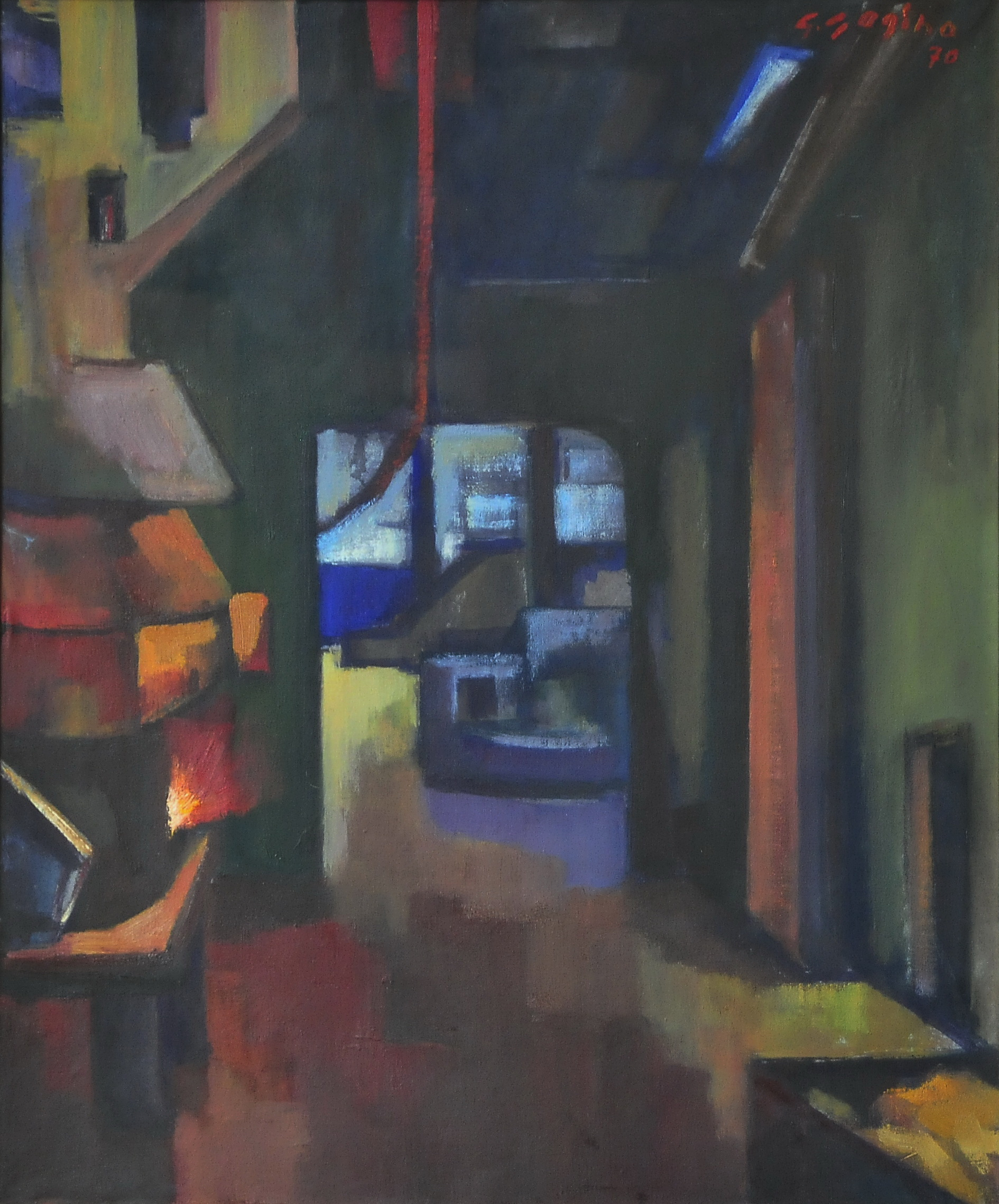
Giovanni Gagino, Fonderia (1970)

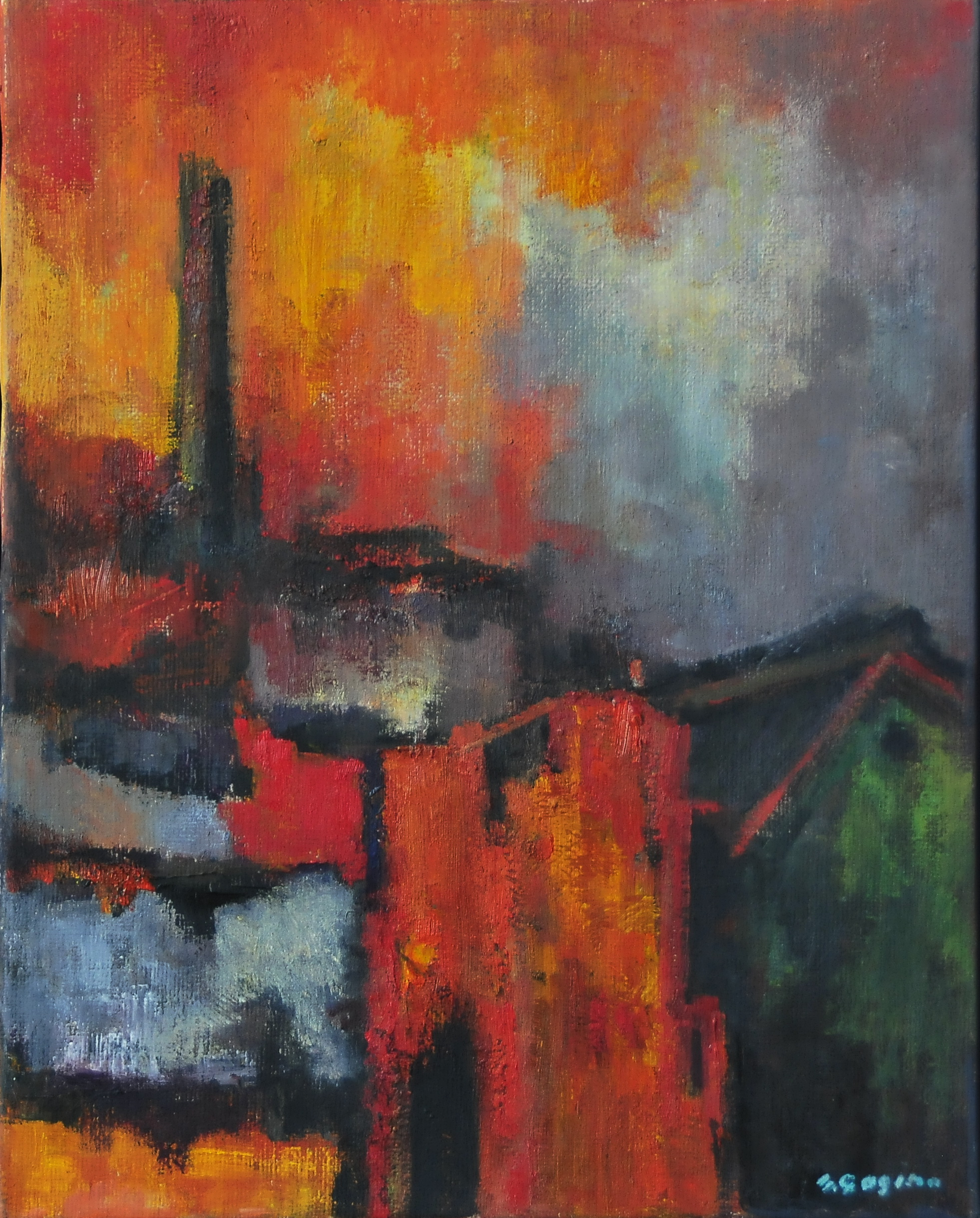
Giovanni Gagino, Fabbriche (2010)

Pur autodidatta e pittore non di professione, si diede all'arte con serietà e risultati da professionista, sviluppando una pittura fortemente coloristica, dove la costruzione dell'immagine non passa per il disegno ma è realizzata direttamente attraverso ampie campiture cromatiche.
Soggetto ricorrente delle opere di Gagino sono le periferie industriali e gli interni delle officine, raffigurati con effetti cromatici stridenti che suggeriscono sensazioni inquietanti e quasi infernali, con evidenti richiami all'espressionismo tedesco, a Edvard Munch e a Vasilij Kandinskij, dove protagonisti della scena sono unicamente gli stabilimenti, i macchinari, e le loro iridescenze, mentre gli operai hanno un ruolo secondario e meramente evocativo, impedendo a Gagino di cadere, secondo le parole di Federico Faloppa, nella «retorica del realismo socialista, di marca sovietica».
A partire dai primi anni novanta Gagino si è pure dedicato alla scultura: suo è il Monumento all'operosità dei fossanesi donato nel 2011 al suo paese natale e collocato presso la Chiesa del Salice. È stato ceramista insieme all'amico Guido Vigna.

## Esposizioni
La prima personale di Gagino risale al 1964 presso la Galleria Ghigo di Racconigi. Nel 2007 la Regione Piemonte gli ha dedicato a Torino un'ampia retrospettiva curata da Luca Arnaudo e Federico Faloppa. Nel 2013 una nuova antologica si è tenuta, per la cura di Federico Faloppa, presso il museo Palazzo Samone di Cuneo.

## Onorificenze
Nel 2008 Gagino fu insignito del titolo di Commendatore dell'Ordine al merito della Repubblica.